# Radicaal 64
Van de in totaal 214 Kangxi-radicalen heeft radicaal 64 de betekenis hand. Het is een van de vierendertig radicalen die bestaat uit vier strepen.
In het Kangxi-woordenboek zijn er 1.203 karakters die dit radicaal gebruiken.
De vroegste vorm van dit karakter beeldde de lijnen in de handpalm uit. Mettertijd is het karakter veranderd en stonden de stroken voor de vingers van de menselijke hand.

## Karakters met het radicaal 64
| Strepen | Karakter |
| ------- | --- |
| + 0     | 手 扌才 |
| + 1     | 扎 |
| + 2     | 扐 扑 扒 打 扔 払 扖 |
| + 3     | 扏 扗 托 扙 扚 扛 扜 扝 扞 扟 扠 扡 扢 扣 扤 扥 扦 执 扨 扩 扪 扫 扬 |
| + 4     | 扭 扮 扯 扰 扱 扲 扳 扴 扵 扶 扷 扸 批 扺 扻 扼 扽 找 承 技 抁 抂 抃 抄 抅 抆 抇 抈 抉 把 抋 抌 抍 抎 抏 抐 抑 抒 抓 抔 投 抖 抗 折 抙 抚 抛 抜 抝 |
| + 5     | 択 抟 抠 抡 抢 抣 护 报 抦 抧 抨 抩 抪 披 抬 抭 抮 抯 抰 抱 抳 抴 抵 抶 抷 抸 抹 抺 抻 押 抽 抾 抿 拀 拁 拂 拃 拄 担 拆 拇 拈 拉 拊 拋 拌 拍 拎 拏 拐 拑 拒 拓 拔 拕 拖 拗 拘 拙 拚 招 拜 拝 拞 拟 拠 拡 拢 拣 拤 拥 拦 拧 拨 择                                        |
| + 6     | 拪 拫 括 拭 拮 拯 拰 拱 拲 拳 拴 拵 拶 拷 拸 拹 拺 拻 拼 拽 拾 拿 挀 持 挂 挃 挄 挅 挆 指 挈 按 挊 挋 挌 挍 挎 挏 挐 挑 挒 挓 挔 挕 挖 挗 挘 挙 挚 挛 挜 挝 挞 挟 挠 挡 挢 挣 挤 挥 挦 挧                                                                               |
| + 7     | 挨 挩 挪 挫 挬 挭 挮 振 挰 挱 挲 挳 挴 挵 挶 挷 挸 挹 挺 挻 挼 挽 挾 挿 捀 捁 捂 捃 捄 捅 捆 捇 捈 捉 捊 捋 捌 捍 捎 捏 捐 捑 捒 捓 捔 捕 捖 捘 捙 捚 捛 捜 捝 捞 损 捠 捡 换 捣 捤                                                                                     |
| + 8     | 捗 捥 捦 捧 捨 捩 捪 捫 捬 捭 据 捯 捰 捱 捳 捴 捵 捶 捷 捸 捹 捺 捻 捼 捽 捾 捿 掀 掁 掂 掃 掄 掅 掆 掇 授 掉 掊 掋 掌 掍 掎 掏 掐 掑 排 掓 掔 掕 掖 掗 掘 掙 掚 掛 掜 掝 掞 掟 掠 採 探 掣 掤 接 掦 控 推 掩 措 掫 掬 掭 掮 掯 掰 掱 掲 掳 掴 掵 掶 掷 掸 掹 掺 掼 掽 |
| + 9     | 捲 掾 掿 揀 揁 揂 揃 揄 揅 揆 揇 揈 揉 揊 揋 揌 揍 揎 描 提 揑 插 揓 揔 揕 揖 揗 揘 揙 揚 換 揜 揝 揞 揟 揠 握 揢 揣 揤 揥 揦 揧 揨 揩 揪 揫 揬 揭 揮 揯 揰 揱 揲 揳 援 揵 揶 揷 揸 揹 揺 揻 揼 揽 揾 揿 搀 搁 搂 搃 搄 搅                                              |
| + 10    | 掻 搆 搇 搈 搉 搊 搋 搌 損 搎 搏 搐 搑 搒 搓 搔 搕 搖 搗 搘 搙 搚 搛 搜 搝 搞 搟 搠 搡 搢 搣 搤 搥 搦 搧 搨 搩 搪 搫 搬 搭 搮 搯 搰 搱 搲 搳 搴 搵 搶 搷 搸 搹 携 搻 搼 搽 搾 搿 摀 摁 摂 摃 摄 摅 摆 摇 摈 摉 摊 摸                                                    |
| + 11    | 抲 摋 摌 摍 摎 摏 摐 摑 摒 摓 摔 摕 摖 摗 摘 摙 摚 摛 摜 摝 摞 摟 摠 摡 摢 摣 摤 摥 摦 摧 摨 摩 摪 摫 摬 摭 摮 摯 摰 摱 摲 摳 摴 摵 摶 摷 摹 摺 摻 摼 摽 摾 摿 撀 撁撂 撃 撄                                                                                            |
| + 12    | 撅 撆 撇 撈 撉 撊 撋 撌 撍 撎 撏 撐 撑 撒 撓 撔 撕 撖 撗 撘 撙 撚 撛 撜 撝 撞 撟 撠 撡 撢 撣 撤 撥 撦 撧 撨 撩 撪 撫 撬 播 撮 撯 撰 撱 撲 撳 撴 撵 撶 撷 撸 撹 撺 |
| + 13    | 撻 撼 撽 撾 撿 擀 擁 擂 擃 擄 擅 擆 擇 擈 擉 擊 擋 擌 操 擎 擏 擐 擑 擒 擓 擔 擕 擖 擗 擘 擙 據 擛 擜 擝 擞 |
| + 14    | 擟 擠 擡 擢 擣 擤 擥 擦 擧 擨 擩 擪 擫 擬 擭 擮 擯 擰 擱 |
| + 15    | 擲 擳 擴 擵 擶 擷 擸 擹 擺 擻 擼 擽 擾 擿 攀 攁 攂 攃 攄 攅 攆 |
| + 16    | 攇 攈 攉 攊 攋 攌 攍 攎 攏 攐 攒 |
| + 17    | 攑 攓 攔 攕 攖 攗 攘 攙 攚 |
| + 18    | 攞 攟 攠 攡 攢 攣 攤 攦 攧 |
| + 19    | 攥 攨 攩 攪 攫 |
| + 21    | 攬 攭 |
| + 22    | 攮 |

Bronskarakter
Groot zegelkarakter
Klein zegelkarakter